# ناحیه سیمس، شهرستان ادگار، ایلینوی
ناحیه سیمس (به انگلیسی: Symmes Township) یک منطقهٔ مسکونی در ایالات متحده آمریکا است که در شهرستان ادگار، ایلینوی واقع شده‌است. ناحیه سیمس ۱۹۴ متر بالاتر از سطح دریا واقع شده‌است.